# Leonardo da Vinci (film 1996)
Leonardo Da Vinci è un cortometraggio d'animazione del 1996 diretto da Richard Rich per la TV, all'interno del contenitore Animated Hero Classics, e basato sulla vita del pittore italiano Leonardo da Vinci.